# Krigskommunism
Krigskommunismen var en tillfällig politik som infördes av bolsjevikerna under inbördeskriget efter ryska revolutionen 1917. Den kommunistiska regeringen under ledning av Lenin lät förstatliga alla företag och banker, och började tvångsrekvirera spannmål från bönderna för att fördela till städernas svältande befolkningar. Denna i grund och botten påtvingade politik av rekvisitioner, ransoneringar, centralisering, röd terror och ständiga improvisationer, kom att gå under namnet krigskommunism och implementerades för att desperat frigöra resurser för att finansiera det Ryska inbördeskriget när Sovjetunionen attackerades av ett 20-tal imperialistvänliga arméer efter oktoberrevolutionens politiska utgång. 
Efter inbördeskrigets slut, då bolsjevikerna stod som segrare, övergavs krigskommunismen då man ansåg att situationen inte längre krävde den. Ganska snart införde bolsjevikerna en mera marknadsekonomiskt inriktad politik, som gick under namnet Nya Ekonomiska Politiken (NEP) för att få fart på industrialiseringen i det före detta underutvecklade Tsarryssland.

## Komponenter
Krigskommunismen byggde på följande komponenter:
1. Nationalisering av all industri som ställdes under strikt centraliserad förvaltning. Privat ägande förbjudet
2. Hela ekonomin ställd under statlig planering
3. Statligt monopol på handel
4. Strikta disciplinkrav på de anställda, strejker förbjöds
5. Arbetsplikt för hela befolkningen
6. Konfiskering av allt överskott inom jordbruket, så kallat Prodrazvyorstka, ransonering av konsumtionsvaror, samt införandet av ett statligt centraliserat distributionssystem
7. Militär kontroll över järnvägarna

## Bakgrund
Krigskommunismen hade flera inspirationskällor. Dels Marx och Engels teorier om att statligt ägande och planering skulle vara ett medel för att uppnå socialism. I det kommunistiska manifestet lades ett program fram för hur samhällsomdaningen skulle se ut. Bland annat talade man om att industrier och jordbruk skulle drivas av staten. Andra inspirationskällor var bland annat Tysklands krigsekonomi som gjorde det möjligt för landet att uthärda en blockad i år. Ett annat var det ryska patrimoniella systemet. Det ryska samhället hade byggts på detta system. Det patriomoniella systemet förutsatte bland annat att landet var tsarens egendom, och därmed var statligt ägande enklare att motivera hos det ryska folket. 

## Syfte och mål
Historiker har sedan länge debatterat vad som var syftet med krigskommunismen, och även bland bolsjevikerna själva rådde det delade uppfattningar. Vissa, bland annat Vladimir Lenin själv hävdade att krigskommunismen var en nödvändig åtgärd för att vinna kriget. Lenin själv hade föredragit en statskapitalism, där staten skulle ta över större företag och industrier och låta dessa operera under profitbasis, och samtidigt tillåta mindre privata företag. Andra bolsjeviker, som Nikolaj Bucharin talade om krigskommunismen som en metod för att omedelbart börja omvandlingen till ett socialistiskt samhälle. Ett flertal ekonomer och historiker har samma inställning, och ser krigskommunismen som ett försök att omedelbart avskaffa kapitalismen och allt som kännetecknar den, privat ägande, marknadskrafter och valuta.  